# Ludwig von Stieglitz
Ludwig von Stieglitz, en ruso: Людвиг Штиглиц (24 de diciembre de 1779Greg. en Arolsen, estado federado Hesse, distrito Waldeck-Frankenberg – 18 de junio de 1843Jul., San Petersburgo), era un comerciante ruso-judío, quien fue el fundador de la casa bancaria Stieglitz & Company.
Fue el más joven de los tres hijos del banquero judío Hirsch Bernhard Stieglitz y de su esposa Edel Elisabeth. Siendo aún un hombre joven, Stieglitz se trasladó a Rusia como representante de su casa comercial, y allí finalmente fue nombrado banquero de la corte del zar Alejandro I de Rusia, ganando influencia, y recibiendo varias condecoraciones rusas.
Después de adoptar el cristianismo, fue elevado a la dignidad como barón hereditario ruso, el 22 de agosto de 1826, con el nombre de "Ludwig von Stieglitz".
Stieglitz continuó como banquero de la corte del zar Nicolás I, tomando parte activa en muchos asuntos financieros de su país adoptivo, y además, invirtiendo en empresas comerciales e industriales, incluyendo transporte naviero por vapor entre Lübeck (norte de Alemania) y San Petersburgo (Rusia).
Con posterioridad compró Ezere Manor, una casa señorial histórica en Courland, región de Curlandia, municipio de Saldus, oeste de Letonia. Y el 3 de mayo de 1840, el nombre de Ludwig von Stieglitz fue inscrito en el registro de la nobleza de Courland. En esos días, un contemporáneo señaló: Stieglitz era la familia Rothschild alemana de San Petersburgo, pero en realidad mucho más, porque no solamente era rico en dinero, sino que era aún más rico en corazón, así como un noble benefactor en el mejor sentido de la palabra.

## Vida personal
Ludwig von Stieglitz se casó con Amalie Angélica Christiane Gottschalk (26 de julio de 1777, Hannover - 20 de febrero de 1838, San Petersburgo). Los herederos descendientes fueron confirmados en la dignidad de los penunts hereditarios rusos del barón por ukaz del senado de fecha 3 de abril de 1862, siendo ellos los siguientes:
- El hijo Alexander (1 de septiembre de 1814, San Petersburgo – 24 de octubre de 1884, San Petersburgo) fue su sucesor como jefe del banco (hasta que la firma entró en liquidación voluntaria en 1863), y se convirtió más tarde en jefe del Banco Estatal del Imperio Ruso establecido en 1860.
- La hija Nathalie (17 de octubre de 1803, San Petersburgo – 17 de mayo de 1882, Frankfurt).